# Wilhelm Hagen (Mediziner)
Wilhelm Hagen (* 26. Oktober 1893 in Augsburg; † 29. März 1982 in Bonn) war ein deutscher Sozialhygieniker, Hochschullehrer und Präsident des Bundesgesundheitsamtes. Während der Zeit des Nationalsozialismus war er Amtsarzt im deutsch besetzten Polen.

## Leben
Hagen war der Sohn des Chirurgen Adolf Hagen und dessen Ehefrau Julie, geborene Schunk. Er wuchs in seiner Heimatstadt Augsburg auf und beendete seine Schullaufbahn am Gymnasium mit dem Abitur. Danach absolvierte er ab 1912 ein Studium der Medizin an den Universitäten Erlangen, München und Freiburg. Während seines Studiums wurde er 1912 Mitglied der Burschenschaft Germania Erlangen. Sein Studium unterbrach Hagen aufgrund seiner Teilnahme am Ersten Weltkrieg, wo er in einem Reservelazarett eingesetzt war. Der aus der Jugendbewegung kommende Hagen gehörte nach Kriegsende ab 1919 der Vereinigung Sozialistischer Akademiker in München an. Er beteiligte sich an der Räterevolution. Er war seit 1921 mit Grete, geborene Pukowski, verheiratet. Das Studium schloss Hagen 1921 in Freiburg mit Staatsexamen und Promotion zum Dr. med. ab. Ab 1921 war Hagen als Kreiskommunalarzt im Kreis Lennep tätig und wechselte von dort 1923 als Stadtarzt nach Höchst am Main. Ab 1925 war Hagen als Stadtmedizinalrat Leiter der Kinder- und Jugendfürsorge in Frankfurt am Main. Von 1927 bis 1929 publizierte Hagen zu Jugendfürsorge, der Säuglingssterblichkeit und zu gesundheitlichen sowie „sozialen Aspekten problematischer Wohnverhältnisse“. Er nahm von 1929 bis 1931 zudem eine Lehrtätigkeit an der Pädagogischen Akademie für Schulgesundheitspflege auf. Er war 1932/33 Mitherausgeber der Fachzeitschrift Gesundheit und Erziehung. Hagen gehörte ab 1927 der SPD an, aus der er 1933 austrat.

## Zeit des Nationalsozialismus
Nach der „Machtergreifung“ durch die Nationalsozialisten wurde Hagen von seinen Funktionen wegen „politischer Unzuverlässigkeit“ entbunden. Aus seiner Stellung als Stadtmedizinalrat in Frankfurt wurde er (als Sozialdemokrat) 1933 entlassen. Eine von ihm betriebene Habilitation wurde aus „politischen Gründen“ 1934 abgelehnt. Danach versuchte er erfolglos zu emigrieren. Schließlich übernahm er die Arztpraxis seines verstorbenen Vaters in Augsburg. Dort praktizierte er bis 1940 als Allgemeinmediziner. Hagen wurde 1938 Mitglied der NSDAP.

### Zweiter Weltkrieg – Amtsarzt im deutsch besetzten Polen
Während des Zweiten Weltkrieges wurde Hagen als Amtsarzt (Stadtarzt) dienstverpflichtet und leitete ab Anfang Januar 1941 das Gesundheitsamt in Warschau im Distrikt Warschau des Generalgouvernements (GG). Zusätzlich bekleidete er ab Anfang 1942 das Amt des Beauftragten für die Tbc-Bekämpfung im Generalgouvernement. In dieser Funktion hielt Hagen an der getrennten medizinischen Versorgung von tuberkulosekranken Polen und Deutschen fest, setzte sich aber erfolglos für eine deutlich bessere Behandlung der Polen ein. Er schrieb an den Reichsgesundheitsführer Leonardo Conti u. a. einen Brief, in dem er am 30. Juli 1942 auch die Widersprüchlichkeit der Politik im Generalgouvernement anprangerte, da u. a. die Vorenthaltung adäquater medizinischer Versorgung von Polen und „volle Ausnützung ihrer Arbeitskraft“ sich widersprechen würden. Zudem prangerte er Ausschreitungen sowie Grausamkeiten gegen Polen an und bat von seinem Posten als Amtsarzt entbunden zu werden. Schließlich wandte sich Hagen im Dezember 1942 sogar schriftlich an Adolf Hitler:

„Bei einer Regierungsbesprechung über die Tuberkulosebekämpfung wurde uns von dem Leiter der Abteilung Bevölkerungswesen und Fürsorge Weirauch, als Geheime Reichssache mitgeteilt, es sei beabsichtigt oder werde erwogen, bei der Umsiedlung von 200 000 Polen im Osten des Generalgouvernements zwecks Ansiedlung deutscher Wehrbauern mit einem Drittel der Polen – 70 000 alten Leuten und Kindern unter 10 Jahren so zu verfahren, wie mit den Juden, das heißt sie zu töten.“

Neben seinem Einsatz für eine bessere medizinische Versorgung der Polen warnte Hagen auch vor weitergehenden Unterdrückungsmaßnahmen in Polen:

„Unsere Verbindungen sind durch Partisanen schon so sehr gestört, dass ein Stärkerwerden dieser Terrorgruppen die Nachschublinien zur Front ernstlich gefährden würde. Falls wir gegen eine größere Gruppe der Polen mit Gewalt vorgehen, werden die Banden ungeheuren Zustrom erhalten. In „Mein Kampf“ aber steht, dass ein Gegner, der nicht völlig vernichtet wird – wie sollte das bei 15 Millionen Polen möglich sein! – durch Unterdrückung und Märtyrertum nur stärker wird.“

Dieses Schreiben übergab Hagen seinem Freund und Reichstierärzteführer Friedrich Weber, der es weiterleitete. Da Hagen schließlich vorschriftswidrig Polen und Deutsche in der medizinischen Behandlung gleichstellte, wurde er durch den SS- und Polizeiführer Ferdinand von Sammern-Frankenegg bei Reichsführer SS Heinrich Himmler denunziert. Hagen wurde im Februar 1943 schließlich durch den Leiter der Abteilung Gesundheitswesen im Generalgouvernement Heinrich Teitge von seinem Posten als Amtsarzt in Warschau entbunden. Conti erhielt am 29. März 1943 die Mitteilung, dass aufgrund Hagens Schreibens an Hitler „der Reichsführer-SS beabsichtigt, Dr. Hagen wegen seiner staatsgefährlichen Ansichten für die Dauer des Krieges in ein Konzentrationslager einzuweisen“. Bevor es jedoch zu einer Verhandlung kam, ließ sich Hagen unter dem Schutz von Conti und Weber zur Wehrmacht einziehen. Danach war Hagen bis zum Kriegsende als Truppenarzt und Hygieniker bei der 6. Armee eingesetzt.

## Nach Kriegsende
Nach Kriegsende praktizierte Hagen wieder in seiner Heimatstadt als Allgemeinmediziner. Nach einem Spruchkammerverfahren wurde er in Augsburg 1946/47 als entlastet entnazifiziert. Er bemühte sich um Wiedereinstellung in den öffentlichen Gesundheitsdienst der Stadt Frankfurt am Main. Schließlich wurde er für die Bayerische Staatsregierung beratend tätig. Er habilitierte sich 1948/49 an der Universität München, wo er 1949 als Privatdozent für Sozialhygiene tätig wurde. Ab 1949 war er Schriftleiter der Fachzeitschrift Der öffentliche Gesundheitsdienst. Er leitete ab 1950 auf Betreiben Franz Redekers als Ministerialrat das Referat für Gesundheitsfürsorge im Bundesministerium des Innern. In dieser Funktion besuchte er Kongresse der Weltgesundheitsorganisation (WHO) und wurde als Sachverständiger von der WHO beauftragt, eine Abhandlung über die „Fürsorge für Mutter und Kind in Europa“ zu verfassen. Für das Innenministerium erarbeitete er auch einen Gesetzentwurf zur vorbeugenden Gesundheitsvorsorge, der jedoch von Innenministerium nicht mitgetragen wurde. Zusätzlich lehrte Hagen ab 1952 an der Universität Bonn Gesundheitsfürsorge.

### Präsident des Bundesgesundheitsamts
Im September 1956 wechselte er zum Bundesgesundheitsamt und amtierte dort bis zu seiner Pensionierung Ende Oktober 1958 als Präsident dieser Behörde, deren inneren Aufbau Hagen 1957 als beendet bezeichnete.   Sein Nachfolger wurde Walther Liese.
In einem von Alfred C. Eberwein verfassten Artikel anlässlich Hagens 60. Geburtstag bezeichnete dieser Hagen als „Altmeister der Sozialhygiene“.

### Rechtsstreit mit Joseph Wulf
Wenig bekannt ist die Hagen-Affäre, die sich den 1960er Jahren abspielte. Zwischen Hagen und Joseph Wulf kam es 1963 zu einer längeren gerichtlichen Auseinandersetzung um einen Abschnitt über Hagen in einer von Wulfs Publikationen. Wulf hatte in seinem 1961 erschienenen Buch Das Dritte Reich und seine Vollstrecker im Kapitel II „Biographien der Liquidatoren und Helfershelfer“ das Wirken Hagens in Bezug auf das Warschauer Ghetto auf den Seiten 334 und 335 ausgeführt, u. a. neben Darstellungen zu Friedrich-Wilhelm Krüger, Odilo Globocnik, Ludwig Fischer und Hermann Höfle. Auf Hagens Namen war Wulf nach Auswertung des Ringelblum-Archivs gestoßen. Der Hagen betreffende Abschnitt wird mit Auszügen aus dem Eid des Hippokrates eingeleitet. Danach folgt ein Abschnitt, in dem beschrieben wird, wie Hagen im April 1941 die Bitte einer jüdischen Ghettodelegation nach Milch für die Kinder ablehnte. Anschließend folgt ein Hinweis auf Hagens Anti-Typhus-Erlass, der jüdische Ärzte mit Todesstrafe bedrohte, sofern sie nicht jeden Typhusfall melden würden. Hagen, der mehrmals persönlich im Ghetto anwesend war, sei über die „katastrophalen Wohnverhältnisse“, die Lebensmittelknappheit und die gesamten „grauenhaften Lebensbedingungen“ im Bilde gewesen. Letztlich lässt Wulf den Holocaustüberlebenden Ludwik Hirszfeld zu Wort kommen, der Hagen vergeblich darum bat, seine schwerkranke Tochter außerhalb des Ghettos behandeln zu lassen. Hirszfeld, dessen Tochter schließlich an Entkräftung starb, äußerte sich nach Kriegsende in seinen Erinnerungen folgendermaßen:

„Hagen kannte die von mir veröffentlichten wissenschaftlichen Werke in deutscher Sprache, aber er lehnte meine Bitte rundweg ab. Ich bin nicht rachsüchtig und wünsche Herrn Hagen deshalb nicht, dass er einmal zusehen muß, wie das eigene Kind vor seinen Augen dahinsiecht.“

Hagen schaltete den Anwalt Konrad Redeker ein, der sich am 16. April 1963 sowohl an Wulf als auch den Arani-Verlag wandte, in dem das Buch erschienen war. In dem Schreiben protestierte Redeker im Namen seines Mandanten gegen dessen Aufführung unter dem Kapitel „Liquidatoren und Helfershelfer“, da er so zum „Mittäter bei der Ermordung der Juden“ gemacht würde. Es wurde mit Fristsetzung die „Beseitigung dieser ungewöhnlichen Diffamierung“ verlangt, durch Entfernung von Hagens Namen in Neuauflagen, Einziehung noch nicht ausgelieferter Exemplare sowie Kennzeichnung der umstrittenen Passage als Irrtum bei den sich in Bibliotheken befindlichen Büchern. Dass Hagen erst zwei Jahre nach Erscheinen von Das Dritte Reich und seine Vollstrecker die entsprechende Passage auffiel, hatte mit dem falschen aufgeführten Initial seines Vornamens zu tun (N. statt W.). Dass der im Buch aufgeführte Hagen mit Wilhelm Hagen identisch ist, wurde von Redecker nicht bestritten. Es ging um die Klärung der Frage, ob Hagen als Warschauer Amtsarzt „um die Durchführung einer verantwortungsvollen Gesundheitspolitik“ bemüht gewesen sei oder sich „am Schicksal der Juden mitschuldig“ gemacht habe. Da weder Hagen noch der Arani-Verlag darauf fristgemäß reagierten, wurde seitens Hagen im Mai 1963 beim Landgericht Bonn eine Zivilklage wegen übler Nachrede und Verleumdung gegen Wulf/Arani eingereicht.
Hagen wandte sich an Martin Broszat vom Institut für Zeitgeschichte und bat diesen um Unterstützung. Broszat antwortete: „Daß ausgerechnet Sie Gegenstand einer solchen Verzerrung geworden sind, betrübt uns ganz besonders“ und führte weiter Dokumente an, die Hagen ein „hervorragendes Zeugnis“ von „polnischer Seite“ ausgestellt hätten und dass er eine „integere Haltung“ habe.
Schließlich kam es auch zu einem längeren Briefwechsel zwischen Broszat und Wulf, in denen Broszat Wulf aufforderte, Hagen zu rehabilitieren. Der holocaustüberlebende Wulf konnte schließlich Ende 1963 vor Gericht ein Schriftstück präsentieren, in dem Hagen forderte, Juden das Verlassen des Warschauer Ghettos mit Geld- und Prügelstrafen zu ahnden bzw. „vagabundierende“ Juden zu erschießen. Diese von Hagen verfasste „Denkschrift“ zur Fleckfieberbekämpfung stammt vom 7. Juli 1941. Neben seinem unzweifelhaften Eintreten für die polnische Bevölkerung sei Hagen nach Wulfs Sichtweise „den Juden […] nicht anders gegenübergetreten als die übrigen Vertreter der deutschen Besatzungsmacht“. Hagen selbst war von dem Fund geschockt. Er rechtfertigte aber das Fleckfieber-Memorandum als seinerzeit ortsüblich. Mit der Androhung der Erschießung habe er den folgenden Absatz seiner Denkschrift motivieren wollen, in dem er die ausreichende Ernährung von den Juden fordere.
Nachdem ein außergerichtlicher Vergleich gescheitert war, kam es schließlich im Februar 1968 zu einem Vergleich vor dem Landgericht Bonn. In möglichen Neuauflagen von Wulfs Publikation sollte das Kapitel zu Hagen nicht mehr erscheinen und die Gerichtskosten sollten je zur Hälfte die Prozessgegner tragen. Eine Korrekturbeilage für die bereits ausgelieferten Bücher oder entsprechende Streichungen dort sollte es nicht geben.

## Auszeichnungen
- Ehrenplakette der Stadt Frankfurt am Main (1963)[27]
- Johann-Peter-Frank-Medaille (1972)[28]
- Großes Bundesverdienstkreuz mit Stern (1979)[5]

## Schriften
- Sechzig Jahre Gesundheitsfürsorge. Düsseldorf 1978.
- Auftrag und Wirklichkeit: Sozialarzt im 20. Jh. Gräfelfing 1978.
- Das öffentliche Gesundheitswesen. Stuttgart 1974 ff., zusammen mit Josef Daniels.
- Gesundheitsfürsorge. München 1965.
- Wachstum und Entwicklung von Schulkindern im Bild. München 1964.
- 10 Jahre Nachkriegskinder. München 1962.
- Jugendliche in der Berufsbewährung. Stuttgart 1958.
- Vorbeugende Gesundheitsfürsorge. München 1953.
- Krankenpflege-Lehrbuch. Berlin, Göttingen, Heidelberg 1951.
- Gesetz zur Bekämpfung der Geschlechtskrankheiten vom 23. Juli 1953. Zusammen mit Fritz Bernhardt.
- Tuberkulose und Tuberkulosebekämpfung. Steinebach, 1949.
- Sport und Körper. Dresden 1926.
- Die Gesundheitsfürsorge einer Industriestadt: Erörtert am Beispiel der Stadt Höchst a. M. Frankfurt am Main 1925.